# Procolophonomorpha
Los procolofonomorfos (Procolophonomorpha) son un orden o clado de parareptiles primitivos que aparecieron durante el Pérmico Medio. Constituye una colección diversa que incluye a varias formas similares a lagartos, así como formas más diversas como los pareiasaurios. El subclado más importante, Procolophonia, ha sido tradicionalmente considerado como un ancestro de las tortugas, razón por la cual anteriormente se las incluía en este grupo. Lee 1995, 1996, 1997 ha afirmado que las tortugas evolucionaron de los pareiasaurios, pero esta idea no ha sido sostenida unánimemente. Rieppel y deBraga 1996 y deBraga & Rieppel, 1997 han indicado que las tortugas evolucionaron a partir de los sauropterigios y por lo tanto son diápsidos.
Sin embargo la propuesta de Lee ha ganado debilidad o ininterés en los últimos tiempos sobre todo por los estudios moleculares que anidan a las tortugas como cercanos a los arcosaurios, así como el descubrimiento reciente de Pappochelys, Eorhynchochelys y un estudio en 2015 que descubrió que Eunotosaurus fue clasificado incorrectamente como parareptil, confirman que los antepasados de las tortugas son diápsidos con gastralia que tenían costillas anchas y planas, formando placas similares a los caparazones de las tortugas primitivas y que los escudos de los pareiasaurios no son homólogos con los caparazones de las tortugas. mientras que la propuesta de Rieppel y De Braga parecen concordar, pero los descubrimientos recientes demuestran que los sauropterigios no serían antepasados de las tortugas, más bien sus parientes más próximos formando el clado Pantestudines.

## Taxonomía
La siguiente clasificación se basa en un análisis filogenético realizado por Jalil y Janvier en 2005, el cual se enfocó en los pareiasaurios y sus parientes.
- Procolophonomorpha (= Ankyramorpha deBraga & Reisz, 1996)
  - Nyctiphruretia
    - Familia Nycteroleteridae
    - Familia Nyctiphruretidae

  - Procolophonia
    - Superfamilia Procolophonoidea
      - Género Barasaurus
      - Género Owenetta
      - Familia Procolophonidae

    - Hallucicrania
      - Familia Lanthanosuchidae
      - Superfamilia Pareiasauroidea
        - Género Sclerosaurus
        - Pareiasauria
          - Velosauria
            - Therischia
            - Pumiliopareiasauria